# María Lacrampe
María Lacrampe Iglesias (Madrid, 17 de septiembre de 1909 - ibídem, 7 de julio de 1994) fue una enfermera socialista española.

## Trayectoria
Nació en Madrid, siendo su padre de origen francés, por lo que tenía la doble nacionalidad española y francesa. Trabajó como empleada en el Servicio Internacional de la Compañía Telefónica Nacional de España en Madrid. Se afilió a la Unión General de Trabajadores (UGT) en 1932 y a la Agrupación Socialista de Madrid en octubre de 1934.
Colaboró junto a María Rodrigo, Pura Maortua y Concepción del Pilar Monge en la Asociación Femenina de Educación Cívica, creada por María Lejárraga. En 1934, tras la revolución de octubre de 1934, participó junto a Lejárraga en el Comité Pro Presos, cuyo fin era la asistencia a los presos encarcelados por la represión.

### En la guerra civil
Al producirse el golpe de Estado de julio de 1936 se encontraba de baja por enfermedad en su trabajo. Fue a trabajar como enfermera en el Reformatorio de Menores de San Fernando de Henares. En septiembre de 1936 fue destinada al hospital de sangre ubicado en el Instituto Oftalmológico de Madrid situado en la Ciudad Universitaria. En enero de 1937 solicitó el reingreso en Telefónica donde permaneció hasta finales de ese año que pasó a trabajar como mecanógrafa del Servicio de Información Militar (SIM) en el Negociado de Armamento y Aviación.
En noviembre de 1937 fue responsable, como secretaria de la agrupación Socialista de Madrid, del traslado a Bélgica de un grupo de niños españoles, que quedaron alojados en una residencia de las colonias infantiles del Partido Obrero Belga. Al terminar la misión, volvió a Madrid a través de Barcelona y Valencia.

### Cárcel y clandestinidad
Fue detenida en marzo de 1939 en Alicante, tras haberse negado a embarcar en Valencia en un barco fletado por el consulado francés, ya que no admitieron en el mismo a sus acompañantes españoles. Tras estar internada en el Cine Central y en un convento de Alicante, fue trasladada a Madrid y recluida en la prisión de Ventas, donde estuvo en régimen de incomunicación durante su primer mes de estancia en la cárcel, desde el 3 de junio al 14 de julio de 1939.
Acompañó a las Trece Rosas en capilla la noche anterior a su fusilamiento, el 5 de agosto de 1939, junto a la comunista Juana Corzo, las hermanas de Joaquina López Laffite y la directora de la prisión Carmen Castro.
En consejo de guerra celebrado el 10 de abril de 1940 fue condenada a 20 años de reclusión que cumplió en las prisiones de Ventas, la Maternal de San Isidro en Madrid, Ávila y Alcalá de Henares hasta el 30 de mayo de 1943, año en el que salió en libertad vigilada con pena de destierro a Manresa, que nunca cumplió. En Ventas ejerció de enfermera intentando paliar las durísimas condiciones en que vivían las reclusas y que hacía que la mortalidad infantil fuera muy elevada.  Junto a María Teresa Toral puso en marcha la Enfermería de Niños y la Prisión de Madres Lactantes.
Al recobrar la libertad, se incorporó a la actividad clandestina de las organizaciones socialistas en Madrid formando parte del Grupo Femenino de la Agrupación Socialista junto a Carmen Cueli y Julia Vigre entre otras. Fue detenida el 11 de abril de 1945 en la redada que desarticuló la Primera Comisión del PSOE en el interior, saliendo en libertad dos meses después sin ser procesada.
Su amistad con Lejárraga se mantuvo hasta la muerte de esta, y sus cartas sirven como fuente biográfica de la escritora. Durante la etapa de Lacrampe en prisión, para salvar la censura, Lejárraga iniciaba sus cartas con el apelativo de «ahijada».
Restablecida la democracia, formó parte de la Agrupación Socialista de Chamberí. Falleció en Madrid el 7 de julio de 1994.